# اسماعیل محمد یوسف
اسماعیل محمد یوسف (عربی: إسماعيل محمد يوسف؛ زادهٔ ۱۰ اوت ۱۹۶۷) دونده دو نیمه‌استقامت اهل قطر ابود.